# 巴比丘鎮區 (北卡羅萊納州哈尼特縣)
巴比丘鎮區（英語：Barbecue Township）是位於美國北卡羅萊納州哈尼特縣的一個鎮區。

## 地方資料
巴比丘鎮區的面積為154.50平方千米，當中陸地面積為152.29平方千米，而水域面積為2.21平方千米。根據2020年美國人口普查的數據，當地共有人口20531人，而人口密度為每平方千米132.89人。